# Феофілактов Костянтин Матвійович
Костянти́н Матві́йович Феофіла́ктов (* 20 жовтня (1 листопада) 1818, Петербург — 21 січня (3 лютого) 1901, Київ) — геолог. Вважається засновником київської школи геологів та петрографів.

## Біографія
Закінчив фізико-математичний факультет Головного педагогічного інституту Санкт-Петебурга. З 1845 працював у Київському університеті (з 1852 — професор, 1880 — 81 — його ректор). Викладав в університеті курси мінералогії та геології на природничому відділенні фізико-математичного факультету та на медичному факультеті й завідував кабінетом мінералогії та геології.
Основні праці присвячені геології Правобережжя, зокрема Київщини; він вперше склав геологічну карту Київської губернії (1:420 000) і Києва (1:16 800), дослідивши проблеми зсувів київських гір.
Своїми геологічними розвідками Костянтин Феофілактов передбачив існування Дніпровсько-Донецького прогину, що нині є основним нафтогазовим джерелом України.
1877–1878 — голова Київського товариства природознавців.
Геологічні колекції, зібрані К. М. Феофілактовим, перейшли у власність університету. За його участі поповнилися цінними експонатами мінералогічний кабінет (більше як на 3000 одиниць) та створена ним мінералогічна лабораторія з великою бібліотекою спеціальної літератури.
За даними краєзнавця Дмитра Гамалія, Костянтин Феофілактов мав садибу у Броварах.
Помер у Києві, похований на новому Байковому цвинтарі.